# Летние Кузьминки
Ле́тние Кузьми́нки — день в народном календаре славян, приходящийся на 1 (14) июля. Название происходит от имён святых бессребреников Космы и Дамиана. Начинается сенокошение, собирают красильные растения, идёт прополка огородов, женщины вечером устраивают посиделки.

## Другие названия дня
Кузьма и Демьян, День Козьмы и Демьяна, Бабий (девичий, курячий) праздник; укр. Полудень літа; бел. Кузьма-сякач, болг. Свети врач, Св. Безсребр. Козма и Дамян, серб. Врачеви, Св. Кузман и Дамjан, Неумитни врачи, Св. бесребреници, Перловдан[страница не указана 3251 день].

## Обряды и поверья
Косме и Демиану молятся при всевозможных недугах, о покровительстве семейного очага, а также для спорости в науке, при начатии грамоты или о просвещении разума, в слабом учении детей.
Хозяйки в этот день с самого утра варят общую кашу[где?][когда?], а потом приглашают святых Кузьму и Демьяна отведать стряпню. Потом такой кашей угощают соседей, а также нищих и странников. В Саратовской губернии замужние женщины собирали братчину. К этому дню женщины занимались обетным рукоделием (деньги от его продажи отдавали нищим), приносили в церковь мотки ниток в пользу священника (рус. Саратов.).
«Огород — бабий доход». Работа в огороде сочетается с сенокосом — «На острую ко́су много сеноко́су». Страдная пора в разгаре.
В этот день сельскохозяйственный опыт советует всем огородникам в средней полосе России — начинать прополку огородов; с этого же времени повсеместно можно вырывать корневые овощи из гряд на продажу.
На Кузьминки[где?][когда?] женщины вечером отмечают свой праздник — летние кузьминки. Это чисто женский праздник с хождением в гости, обязательной растительной пищей, которую готовили и собирали в складчину (женские братчины), с пивом, разговорами и песнями.
В белорусском Полесье этот день называли «Кузьма-сякач» и избегали работать на поле и огороде, чтобы святой не «посёк» всё градом. Кузнецы также в этот день не работали — Кузьму и Демьяна (Кузьмодемьяна) считали покровителями кузнецов. Существовало поверье, что святые куют плуги и раздают их людям.
Женщины[где?][когда?] при первом посеве весной обращались к летним Кузьме и Демьяну[прояснить]: «Кузма-Демьян — матушка полевая заступница, иди к нам, помоги нам работать!».

## Поговорки и приметы
- Казьма-Демьян пришли — на покос пошли[15].
- В день Козьмы и Демьяна косить не рано[16].
- «Святы Кузьма сярпы робіць, святы Дзям'ян сена грабіць»[17][страница не указана 3251 день] (белорус.).
- «Прийшов Дем’ян — вирвав з грядок бур’ян»[5] (укр.).
- «На Кузьму й Дем’яна жати не рано»[5] (укр.).